# Atlas FC
Atlas Fútbol Club – meksykański klub piłkarski z siedzibą w mieście Guadalajara, stolicy stanu Jalisco. Występuje w rozgrywkach Liga MX. Domowe mecze rozgrywa na obiekcie Estadio Jalisco.

## Osiągnięcia

### Krajowe
- Liga MX

| zwycięstwo (3):     | 1951, 2021 (A), 2022 (C) |
| drugie miejsce (3): | 1949, 1966, 1999 (V)     |

- Copa MX

| zwycięstwo (4):     | 1946, 1950, 1962, 1968 |
| drugie miejsce (2): | 1996, 2013 (A)         |

- Campeón de Campeones

| zwycięstwo (4):     | 1946, 1950, 1951, 1962 |
| drugie miejsce (1): | 1961                   |

- Supercopa de la Liga MX

| zwycięstwo (0):     | –    |
| drugie miejsce (1): | 2022 |

- InterLiga

| zwycięstwo (0):     | –    |
| drugie miejsce (1): | 2008 |

## Historia
Klub Atlas powstał jako skutek nostalgicznej dyskusji prowadzonej w jednej z kawiarni miasta Guadalajara, w której studenci wywodzący się z wyższej klasy społecznej wspominali swoje doświadczenia z gry w piłkę nożną na brytyjskich uniwersytetach, na których spędzili kilka lat. Ostatecznie Alfonso i Juan José „Lico” Cortina, Pedro „Perico” i Carlos Fernández del Valle, trzech braci Orendain oraz Federico Collignon (który studiował w Berlinie) zdecydowało się założyć latem 1916 roku klub piłkarski. Nowy zespół o nazwie Club de Fútbol Atlas powstał 15 sierpnia 1916 roku w Tlaquepaque, poza Guadalajarą.
Derbowe mecze Atlasu z miejscowym Chivas zyskały nazwę Clásico Tapatío.

## Aktualny skład
Stan na 4 kwietnia 2025.
| Nr | Poz. | Piłkarz           |
| -- | ---- | ----------------- |
| 1  | BR   | José Hernández    |
| 2  | OB   | Hugo Martín Nervo |
| 3  | OB   | Idekel Domínguez  |
| 4  | OB   | Adrián Mora       |
| 5  | OB   | Matheus Dória     |
| 6  | PO   | Édgar Zaldívar    |
| 7  | NA   | Matías Cóccaro    |
| 8  | NA   | Mateo García      |
| 10 | NA   | Gustavo del Prete |
| 11 | NA   | Mauro Manotas     |
| 12 | BR   | Camilo Vargas     |
| 13 | OB   | Gaddi Aguirre     |

| Nr | Poz. | Piłkarz              |
| -- | ---- | -------------------- |
| 16 | PO   | Alonso Ramírez       |
| 17 | OB   | José Rivaldo Lozano  |
| 18 | PO   | Jeremy Márquez       |
| 19 | NA   | Eduardo Aguirre      |
| 20 | NA   | Diego González       |
| 21 | OB   | Carlos Robles        |
| 23 | PO   | Carlos Orrantía      |
| 25 | NA   | Leonardo Flores      |
| 26 | PO   | Aldo Rocha (kapitan) |
| 27 | BR   | Antonio Sánchez      |
| 30 | PO   | Abraham Bass         |
| 32 | NA   | Uroš Đurđević        |